# F502i
デジタル・ムーバ F502i HYPER（デジタル・ムーバ エフ ごー まる に アイ ハイパー）は、富士通製のNTTドコモの携帯電話(mova)端末である。

## 概要
1999年2月にサービス開始されたiモード対応端末の2世代目となる502iシリーズで、最初に発売された端末。携帯電話としては初のカラー液晶搭載モデルとなっている。
電話帳に登録されている相手からの着信の場合に、相手の顔写真などの画像を表示させることができる「メモリ指定画像表示」などの機能を搭載している。
また、3和音の着信メロディの「ハーモニーメロディ」（内蔵10曲・自作最大5曲）を利用できる

## 歴史
- 1999年11月30日 ドコモから発表。
- 1999年12月3日　発売。
- 2012年3月31日　movaサービス終了により使用はこの日限りとなる。